# Jay Beatty
Jay „Wee Jay“ Beatty (* 23. Dezember 2003 in Lurgan, County Armagh) ist ein nordirischer, international bekanntgewordener Fan des schottischen Fußballvereins Celtic Glasgow.

## Bekanntheit als Fan
Der mit Trisomie 21 geborene Beatty ist seit früher Kindheit Fan von Celtic Glasgow. Nach dem Gewinn des schottischen Meistertitels 2014 entdeckte der ebenfalls aus Lurgan stammende Celtic Manager Neil Lennon Beatty in der Zuschauermenge des Celtic Park. Lennon schenkte ihm seine Meistermedaille und Georgios Samaras nahm Beatty mit auf die Ehrenrunde durch das Stadion. Die Geste erregte breite öffentliche Aufmerksamkeit. Kris Commons schenkte ihm nach dem Spiel seine Fußballschuhe. 
2013 hatte ihm Jackie Denver bereits zwei Siegermedaillen des nordirischen Clubs Belfast Celtic geschenkt und Wee Jay führte die Mannschaft von Celtic im Qualifikationsspiel der UEFA Champions League gegen Cliftonville FC als Maskottchen auf das Feld.
Samaras und Beatty blieben danach eng verbunden. Im Sommer 2014 starteten griechische Fußballfans eine Initiative, Beatty zur Fußball-Weltmeisterschaft 2014 in Brasilien einzuladen, nachdem dieser die griechische Fußballnationalmannschaft in einem Video enthusiastisch gefeiert hatte. Der griechische Fußballverband lud in der Folge Jay Beatty und seine Familie zum Achtelfinalspiel Griechenland gegen Costa Rica ein. Beatty musste jedoch absagen, da sich die Familie bereits im Urlaub befand.

## Ehrungen
Am 15. Dezember 2014 wurde Beatty gemeinsam mit Samaras von der Greek Sports Journalists' Association für die „Botschaft der Menschlichkeit und Sensibilität, die sie weltweit aussenden“ ausgezeichnet. Die Verleihung in Athen wurde live im griechischen Fernsehen übertragen. Samaras und Beatty erhielten einen Sonderpreis für ihren ethischen Beitrag zum Sport. Der irische Stürmer Joe Gormley widmete Wee Jay am gleichen Wochenende einen Hattrick, den er für Cliftonville FC erzielte.
Die Zeitschrift Mundo Deportivo verlieh Jay Beatty auf ihrer 67. Gala del Deporte am 14. Januar 2015 den Preis für die sportlich-menschliche Geste.
Wee Jay wurde als Ehrengast zum Spiel Hamilton Academical F.C. gegen Celtic am 17. Januar 2015 eingeladen. Es war für ihn der erste Besuch eines Auswärtsspieles von Celtic Glasgow. In der Halbzeit erzielte er bei einer Showeinlage einen Treffer. Das Spiel endete offiziell 2:0 für Celtic, Hamilton FC vermeldete über seinen Twitter-Kanal jedoch ein 3:0 und führte Beatty als Torschützen auf. Sein Treffer wurde in der Folge für die Wahl zum Tor des Monats Januar in Schottland nominiert und schließlich mit 97 % aller Stimmen gewählt.
Die irische Band Charlie and Bhoys widmete Beattie das Lied „Little Jay“. Die Single erreichte Platz 1 der UK Easy Listening Charts, alle Einnahmen kommen der von Beatty's Mutter gegründeten Organisation „Downs and Proud“ in Lurgan zugute, die sich für Eltern engagiert, deren Kinder mit Trisomie 21zur Welt kommen.
Im Juni 2015 wurde Beattie mit dem Hauptpreis des Life Spirit of Northern Ireland Award geehrt und nahm die Auszeichnung von Louis Walsh entgegen. Im gleichen Monat wurde er zum offiziellen Botschafter der Celtic FC Foundation, der Wohltätigkeitsstiftung von Celtic Glasgow, ernannt.

## Auszeichnungen
- 2014: Auszeichnung der Vereinigung griechischer Sportjournalisten für ethischen Beitrag zum Sport
- 2015: Mundo Deportivo-Preis für sportlich-menschliche Geste
- 2015: Torschütze des Monats Januar (Schottland)

## Sonstiges
Beattie wurde mehrfach Opfer von Verunglimpfungen in den sozialen Medien. Im September 2015 wurde ein 14-jähriger Schüler in Schottland verhaftet, der ihn in einem öffentlichen Posting beleidigt hatte.